# ساتومی کوروگی
ساتومی کوروگی (انگلیسی: Satomi Kōrogi؛ زادهٔ ۱۴ نوامبر ۱۹۶۲) بازیگر، صداپیشه، و خواننده اهل ژاپن است.